# Sensu
Sensu är en latinsk term som betyder "i betydelsen"/"i bemärkelsen" (jämför med engelskans "in the sense of"). Termen används i en rad olika sammanhang som biologi, geologi och juridik som en del av frasen sensu stricto (s.s. eller s.str.) eller stricto sensu ("i strikt bemärkelse"),, sensu lato (s.l. eller s.lat.) eller lato sensu ("i vidare bemärkelse") och sensu collectivo (s.coll., "i kollektiv bemärkelse").
I ovanliga fall används även superlativen sensu strictissimo ("i striktaste bemärkelse") och sensu latissimo ("i vidaste bemärkelse"). En annan vanlig användning är i anknytning till ett auktorsnamn vilket indikerar att det är en definition av just den auktorn: sensu N.N. ("enligt N.N.", "som tolkad av N.N."). Andra vanliga beteckningar är sensu auct./auctores ("enligt diverse auktorer") och sensu auct. non N.N. ("enligt diverse auktorer utom N.N.").
Sensu används inom taxonomi för att specificera taxonomiska avgränsningar, det vill säga gränsdragningen för ett visst taxon, där mer än en gränsdragning har definierats, se exempelvis artikeln Artkomplex.